# Ordas
Ordas es un pueblo ubicado en el distrito de Kalocsa, en el condado de Bács-Kiskun, Hungría.

## Superficie
Posee una superficie de 16,31 kilómetros cuadrados.

## Demografía
Hasta 2019 la población era de 416 habitantes, con una densidad de población de 25,51 habitantes por kilómetro cuadrado.